# Rajko Gregorc
Rajko Gregorc, slovenski planinec, * 22. september 1910, Trst, † 7. december 1992, Ljubljana.
Rajko Gregorc je bil prvi najemnik pastirske koče »za čez zimo« na Veliki planini. Novembra 1930 sta Rajko in njegov brat Slavko najela Hauteževo pastirsko kočo. V zimi 1930-1931 sta večkrat prespala v najeti koči. S tem se je na Veliki planini začelo »bajtarstvo« - najemanje pastirskih koč za čez zimo. V nekaj naslednjih letih so bile skoraj vse pastirske koče oddane smučarjem v zimski najem. Ob sončnih nedeljah se je po Planini smučalo do 200 smučarjev, ki so prihajali peš s kamniškega kolodvora skozi Stahovico mimo sv. Primoža ali pa iz doline Črne mimo Jurčka na velikoplaninski sneg. »Zimski turisti« kot so jim pravili kmetje-pastirji, so pastirske koče vzdrževali, jih izboljševali in opremljali, kar je bilo lastnikom koč v veliko korist.
Pregled nekaterih koč, ki so bile dane v najem:
- Hauteževa koča - Rajko Gregorc (1930)
- Dobovšekova koča - arhitekt Vlasto Kopač (1934)
- Jeraščekova koča - Stane Bertoncelj (1935)
- Nukova koča - Boris Režek (1936)

Letnice v oklepajih so podatek, kdaj je kdo kočo najel, podatka, kdaj je prenehal z najemom, pa ni. S tem dogodkom, ko je g. Gregorc najel kočo, se je v 30. letih dvajsetega stoletja pričelo bajtarstvo, ki se je ohranilo do danes. Sedaj so bajtarji organizirani v Planinskem društvu " Bajtar ", ki skrbi in ohranja razne prireditve iz pastirskega življenja na planini.
Naša največja planina je po zaslugi bajtarstva in g. Vlasta Kopača ohranila planšarsko krajinsko arhitekturo, v današnje dni. Velikoplaninsko bajtarstvo pa je danes svojska oblika turizma.